# Mariembourg
 (août 2016).
Ne doit pas être confondu avec Marienbourg.
Mariembourg (en wallon Mariyambour, en allemand Marienburg) est une section de la commune belge de Couvin située en Wallonie dans la province de Namur. Mariembourg se trouve sur le territoire du Parc national de l'Entre-Sambre-et-Meuse (ESEM).
Après la prise de la ville par le roi de France Henri II en juin 1554, la ville changea de nom pour s'appeler Henribourg jusqu'en 1559. Peu après la Révolution française de 1789, elle s'appela un court moment Avant-poste national.
C'était une commune à part entière avant la fusion des communes de 1977. 

## Géographie

### Situation
Mariembourg est situé :
- dans l'Entre-Sambre-et-Meuse ;
- en Fagne (à la limite nord de la région calcaire de la Calestienne).

### Évolution démographique
- Source: DGS, 1831 à 1970=recensements population, 1976= habitants au 31 décembre

## Histoire

### Création de la ville (1546)

#### Contexte politique
La création de la ville fortifiée s'inscrit au cours des XVe et XVIe siècles dans une période d'affrontement entre le royaume de France et les ducs de Bourgogne qui se prolonge lorsque les territoires bourguignons passent à la maison de Habsbourg à la fin du XVe siècle à la suite du mariage de Marie de Bourgogne, fille de Charles le Téméraire, duc de Bourgogne avec Maximilien Ier de la maison de Habsbourg. À cette même époque, la guerre de Succession de Bourgogne à la fin du XVe siècle a entrainé la perte de la Picardie pour les Pays-Bas bourguignons avec un déplacement de la frontière vers le nord à la frontière avec l'Artois resté bourguignon.
Mais c'est surtout l'invention puis la démocratisation de l'artillerie au XVe siècle ayant rendu caduques les fortifications médiévales qui va pousser ces deux puissances au cours du XVIe siècle à réaliser de nombreuses fortifications le long de leur frontière commune.

#### Choix de l'emplacement et travaux
À l'origine, la localité fait partie de Frasnes-lez-Couvin, un village de la principauté de Liège. Sa position stratégique sur un axe nord - sud entre la France et les Pays-Bas conduit en 1546 Marie de Hongrie, sœur de Charles-Quint et gouvernante des Pays-Bas, à ordonner la construction dans la plaine au lieu-dit « Pont à Fresne », près du confluent de l’Eau Blanche et de la Brouffe, d'une forteresse pour renforcer la frontière face aux Français dont la place forte de Maubert-Fontaine. Cette forteresse va prendre son nom Marienbourg.
Les fortifications sont conçues par les architectes Donato de Boni et Jacques Du Brœucq, sur un plan tétragonal d’environ trois cents mètres sur deux cent septante, comprenant quatre bastions et entouré d'une douve remplie d’eau.

### Entre France et Pays-Bas (1554-1815)

#### Prise par la France (1554-1559)
Bien que réputée imprenable, Mariembourg est prise dès 1554 par Henri II après un siège de quatre jours seulement, le commandant Philibert de Martigny n'ayant pas reçu en temps utile les renforts demandés. Sous domination française, la ville est renommée Henribourg. Cette défaite fragilisant sa ligne de défense, Charles Quint décide en 1555 de bâtir une nouvelle place forte, Philippeville et le fort de Charlemont à Givet.

#### Retour aux Pays-Bas (1559-1659)
En 1559, la ville est rendue aux Pays-Bas espagnols par les traités du Cateau-Cambrésis.

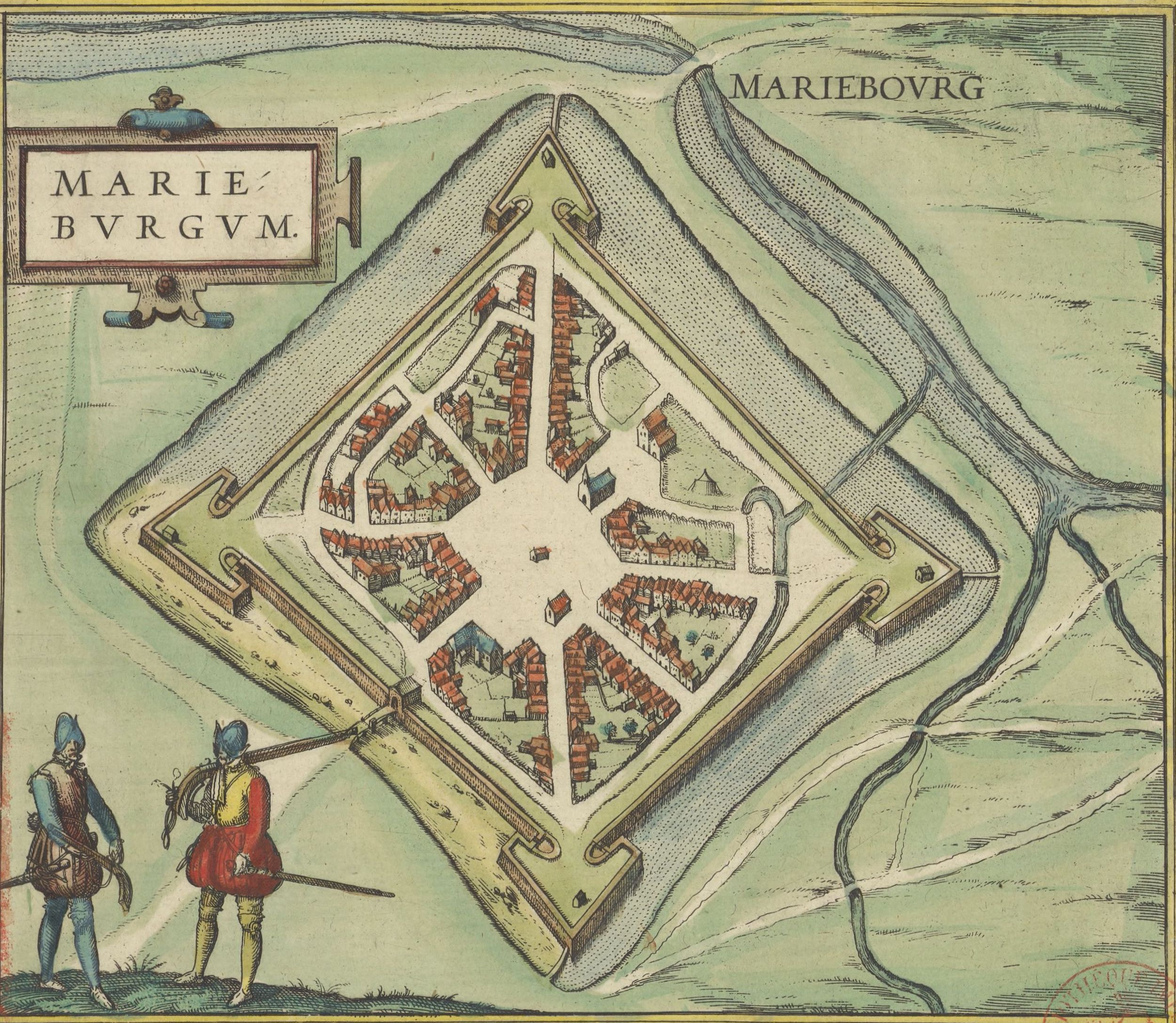
Plan de Mariembourg publié en 1645.

La ville est reconstruite après un incendie en 1655.

#### Seconde période française (1659-1815)
En 1659, le traité des Pyrénées fait de Mariembourg une ville française. Après une visite de Louis XIV, Vauban modifie ses fortifications.
Intégrée au département des Ardennes dès sa création en 1790, Mariembourg est en 1793 à la tête d'un canton municipal qui comprend Frasnes-lez-Couvin et Fagnolle. La ville compte alors 130 feux et 520 habitants. La poste aux lettres part pour Paris, Rocroi et Mézières les jours pairs à 10 h du matin et arrive les jours impairs à midi. Trois ans plus tard, un projet de réduction des cantons est prévu : la ville fait dès lors partie du canton de Couvin tel qu'il existe encore aujourd'hui.
Elle reste française en 1814 après le 1er traité de Paris. La ville résiste à 7 000 soldats prussiens pendant un siège de 36 jours, du 24 juin au 30 juillet 1815, avant d'être rattachée au royaume des Pays-Bas par le second traité de Paris.
Si le plan géométrique des rues en étoile est conservé, les fossés comblés et les fortifications sont rasées en 1853 (Convention des forteresses).

### Dates repères de l’histoire de Mariembourg
En 1549, Charles-Quint, et sa cour, visite la place forte gouvernée par Philibert de Martigny. On y construit une église sous le patronage de sainte Marie-Madeleine (qui sera consacrée en 1584). C'est la 1re période espagnole.
Henri II, roi de France, s’empare en 1554 de la place qui devient française sous le nom d'Henribourg. Elle le restera cinq ans. Ce sera la 1re période française.
En effet, à la suite du traité de Cateau-Cambrésis de 1559, la place est rétrocédée aux Pays-Bas espagnols. Les Bryas sont nommés gouverneurs héréditaires.
On construit une chapelle dédiée à Notre-Dame de la Brouffe en 1616. Une statue de la Vierge, sculptée par Tonon, de Dinant, y prend place. Treize ans plus tard, un couvent accueille des religieuses sépulchrines.
Le Traité des Pyrénées (1659) rend Mariembourg à la France. C'est la seconde période française qui s'étendra jusqu'en 1815. Mariembourg, comme Philippeville, sont des enclaves françaises en territoire des Pays-Bas espagnols.
Vauban fait démolir les murailles en 1674 et construit une nouvelle enceinte. Au retour du siège de Namur, en 1692, Louis XIV séjourne dans la forteresse.
En 1789, Darche, maître de forge de Tromcourt, est délégué aux États Généraux. Mariembourg s'appelle désormais Avant-Poste national. L’église et le couvent sont pillés et partiellement détruits en 1791, les Sépulchrines chassées en 1796.
En 1814, les Cosaques occupent la place forte. L'année suivante, après Waterloo, Napoléon passe à Mariembourg tandis que du 24 juin au 9 juillet 1815, les Prussiens, commandés par Auguste de Prusse, assiègent la ville.
Le 2e traité de Paris donne la ville au Royaume de Pays-Bas. C'est la période de l'Amalgame. Guillaume Ier, roi de Hollande, visite Mariembourg en 1816 et fait remettre en état la forteresse. Ouverture d’une deuxième porte. En septembre 1830, la révolution belge chasse les Néerlandais. Une école régimentaire est créée.
Un incident local aura un retentissement national : un petit matin de 1848, une sentinelle tire sur les baudets de marchandes de beurre d'Olloy, qu’elle avait pris pour des assaillants pro-Français : c'est "l'affaire des bourriques". La sentinelle voyant des lumières au loin, demande qui va là. Les voyageuses répondent "Les marchandes de beurre d'Olloy" mais le soldat comprend "Nous n'avons pas peur du Roi". Le soldat sonne alors l'alarme mais seul un âne est blessé à la queue. Les Mariembourgeois sont depuis lors surnommés Les coupeus d'queuwes (du wallon qui signifie en français "les coupeurs de queues").
On démantèle la forteresse de 1853 à 1855. Le chemin de fer de l'Entre-Sambre-et-Meuse, qui relie Charleroi à Vireux-Molhain en France, atteint la ville en 1854. Érection de la pompe sur le puits de la place forte en 1863. L’ancien couvent des Sépulchrines fait place à l’hôtel de ville en 1885. En août 1914, les troupes allemandes tuent 4 civils et incendient 95 maisons lors de la prise de la ville. En 1937, la ville élève un monument à un enfant du pays, Léopold Roger, qui en 1925 a réalisé comme pilote la première liaison Belgique-Congo. À la Libération, le 3 septembre 1944, des bombardements alliés importants détruisent la ville. En 1961, à la suite d'importantes inondations, la ville reçoit la visite du roi Baudouin et de la reine Fabiola. L'orthographie du nom de la commune était "Marienbourg" jusqu'en 1963. La fusion des communes, au 1er janvier 1977, incorpore Mariembourg à l'entité de Couvin.

## Armoiries
|  | Armes de la ville de Mariembourg. Emblèmes reprises d'un sceau de 1570. Blasonnement : D'or au lion de sable. - Arrêté royal : 28/02/1855 |

## Quelques gouverneurs et commandants
Première période espagnole (1546-1554)
- 1546-1554 : Philibert de Martigny, capitaine de la place.

- 1552 : Philippe, comte de Lalaing, superintendant; Martigny lui est subordonné.

Première période française (1554-1559 — Henribourg)
- 1554 : de Breuil, gentilhomme breton, lieutenant-général.
- 1554 : Artus de Cossé-Brissac, sieur de Gonnor, comte de Secondigny.

- 1555 : de Fumet

- 1556 : Jean de Losses, seigneur de Bannes.

Deuxième période espagnole (1559-1659)
- 1559 : Jacques de Bryas, colonel d’Infanterie wallonne. Époux de Jenne de la Cressonière.

- 1577 : Jean de Rongy, lieutenant-gouverneur en l’absence de Bryas.

- 1577-1578 : Florent de Berlaymont, seigneur de Floyon.

- 1623 : Jacques de Bryas, baron de Morialmé, † 12 décembre 1623. Époux d’Adrienne de Nedonchel.

- 1623 : Charles de Bryas. Philippe IV érige sa terre de Bryas en comté.

- 1656 : Charles de Lespine, lieutenant-gouverneur.

Deuxième période française (1660-1815)
- 1674 : Henri de Montaut, marquis de Saint-Geniez.

- 1720 : François de Salair.

- 1729 : Guillaume Morin, seigneur de Préville, commandant.

- 1738 : Pierre Douthier.

- 1741 : Abraham de Michon.

- 1751 : René de Biodore, marquis de Castéja. † en 1774.

- 1774-1776 : Louis d’Auteroche, vicomte, commandant.

- 1780 : André Thévet de Marsac[13].

## Patrimoine et culture

### Sites et monuments
- La place Marie de Hongrie est la place centrale de la vieille ville, d'où rayonnent les huit rues qui formaient la ville fortifiée. La place est bordée de nombreuses maisons du XVIIe siècle. Sur la place plantée de tilleuls plus que centenaires se trouve le puits de la forteresse, sa fontaine et sa pompe[14].
- L’église royale Sainte-Madeleine date du XVIe siècle[15].

- Maison du Major, rue d'Arshoot. Construite au début du XVIIIe siècle[16], actuellement la bibliothèque communale.
- Ancienne maison du Gouverneur, rue de France, aile du XVIIe siècle[17].
- Ancien hôtel de ville. Occupent l'extrémité orientale de l'arsenal bâti par les Hollandais en 1819 sur l'emplacement du couvent des Sépulchrines. Construit par l'architecte Baclène en 1884 en style néo-gothique[14].
- Maison de 1610 sise rue de France 28[18].

- Une stèle, à la rue de France, près de la Grand-place, rappelle la "glorieuse" défense de la forteresse assiégée en 1815 par les Prussiens.
- Au chevet de l'église, le monument à Léopold Roger, pilote, qui a réalisé le 3 avril 1925 la 1re liaison aérienne Belgique-Congo en huit étapes et 50 jours[19].
- Vestige du couvent des Sépulchrines situé dans l'impasse de l'Arsenal, bâti à partir de 1629 et démoli lors de la construction de l'arsenal en 1819[16].
- La chapelle dédiée à Notre-Dame de la Brouffe dans le cimetière de Mariembourg. Construction de tradition gothique de la 1re moitié du XVIIe siècle
- Chapelle du calvaire, avenue du Roi Soleil, en style néo-gothique du XXe siècle[20].
- La villa Malter, construite en 1934 par Marcel Leborgne, au 48 de la rue Reine Astrid.

### Culture

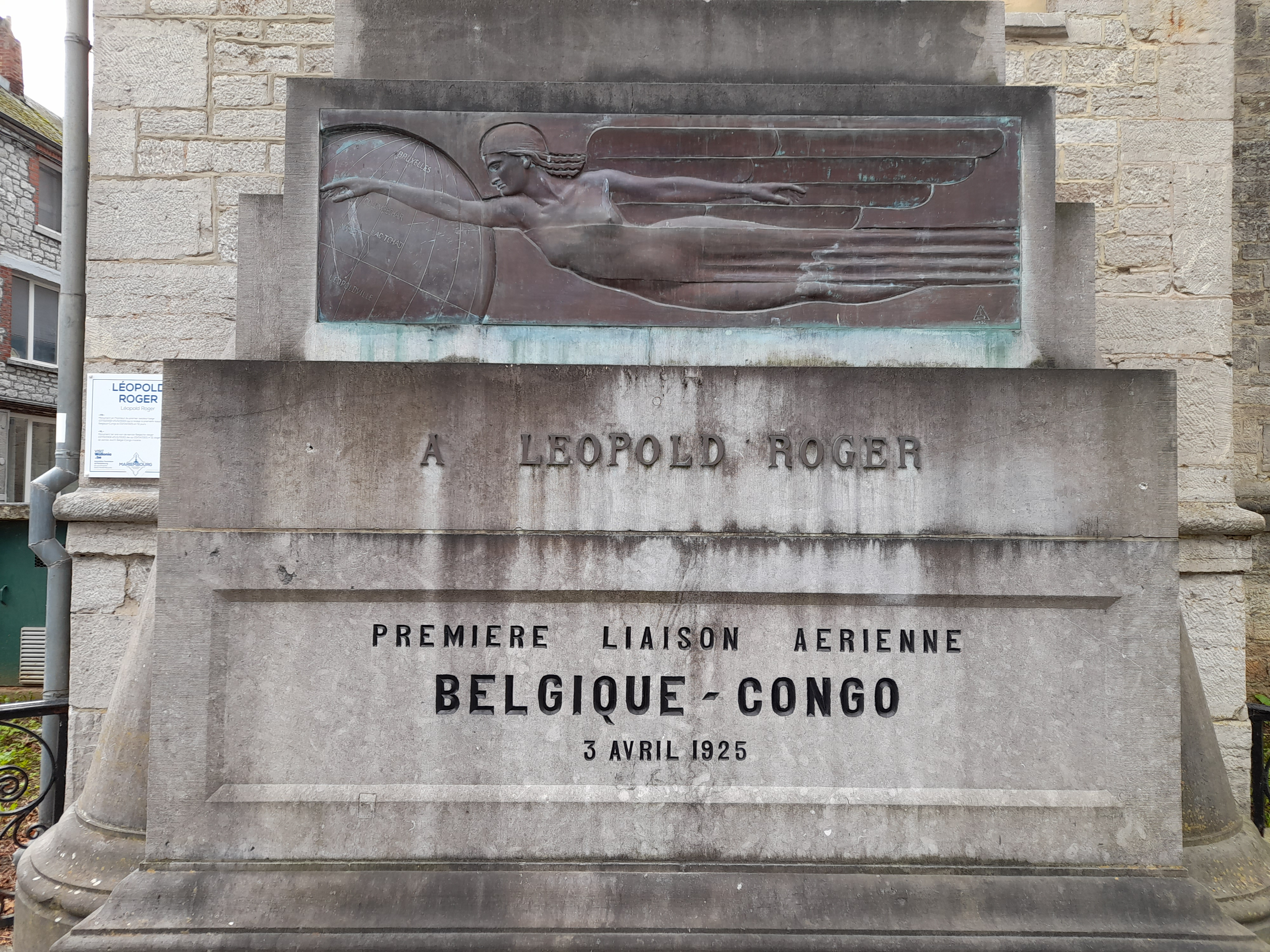
Monument Léopold Roger : vue d'ensemble.
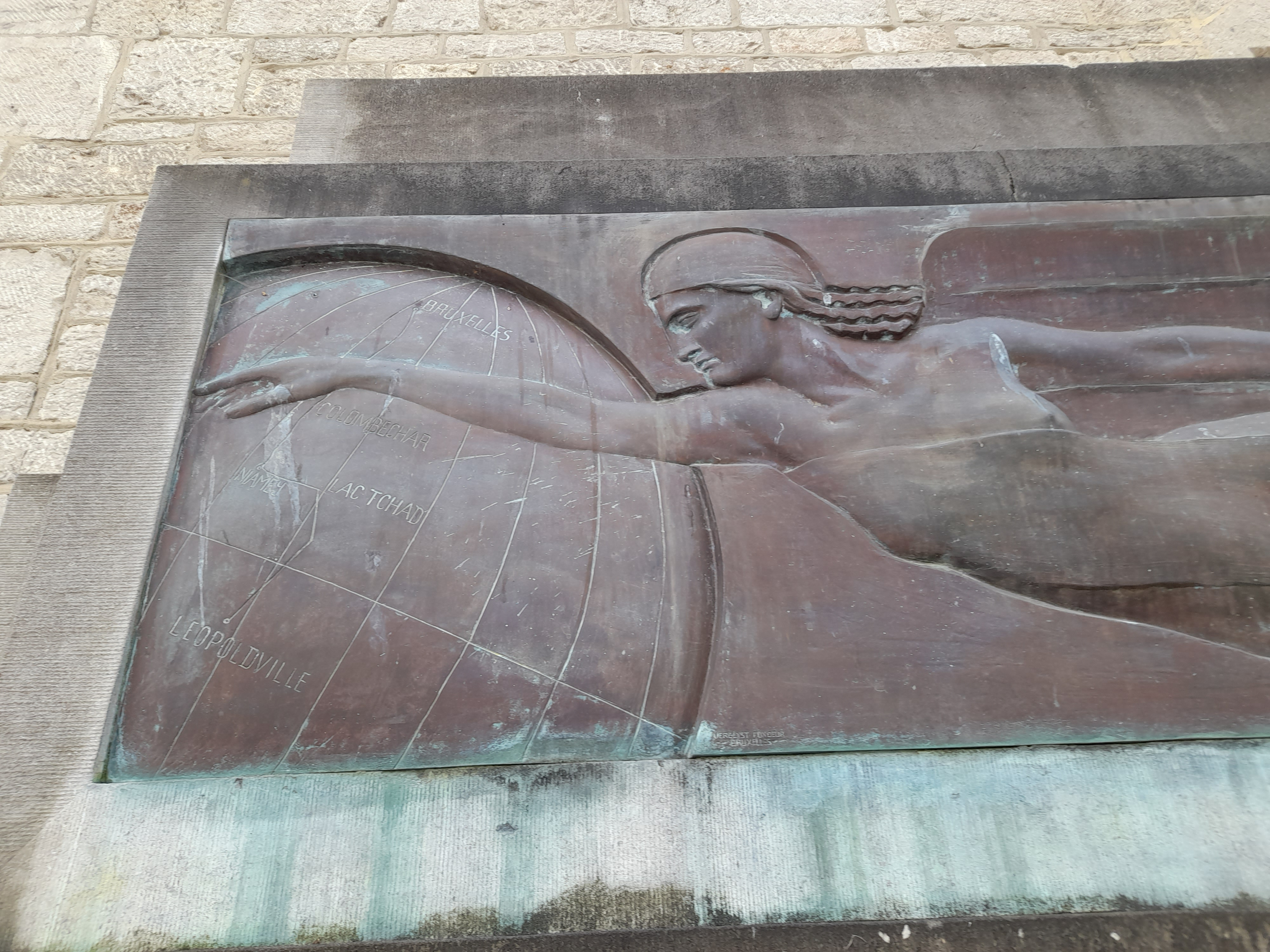
Monument Léopold Roger : détail.
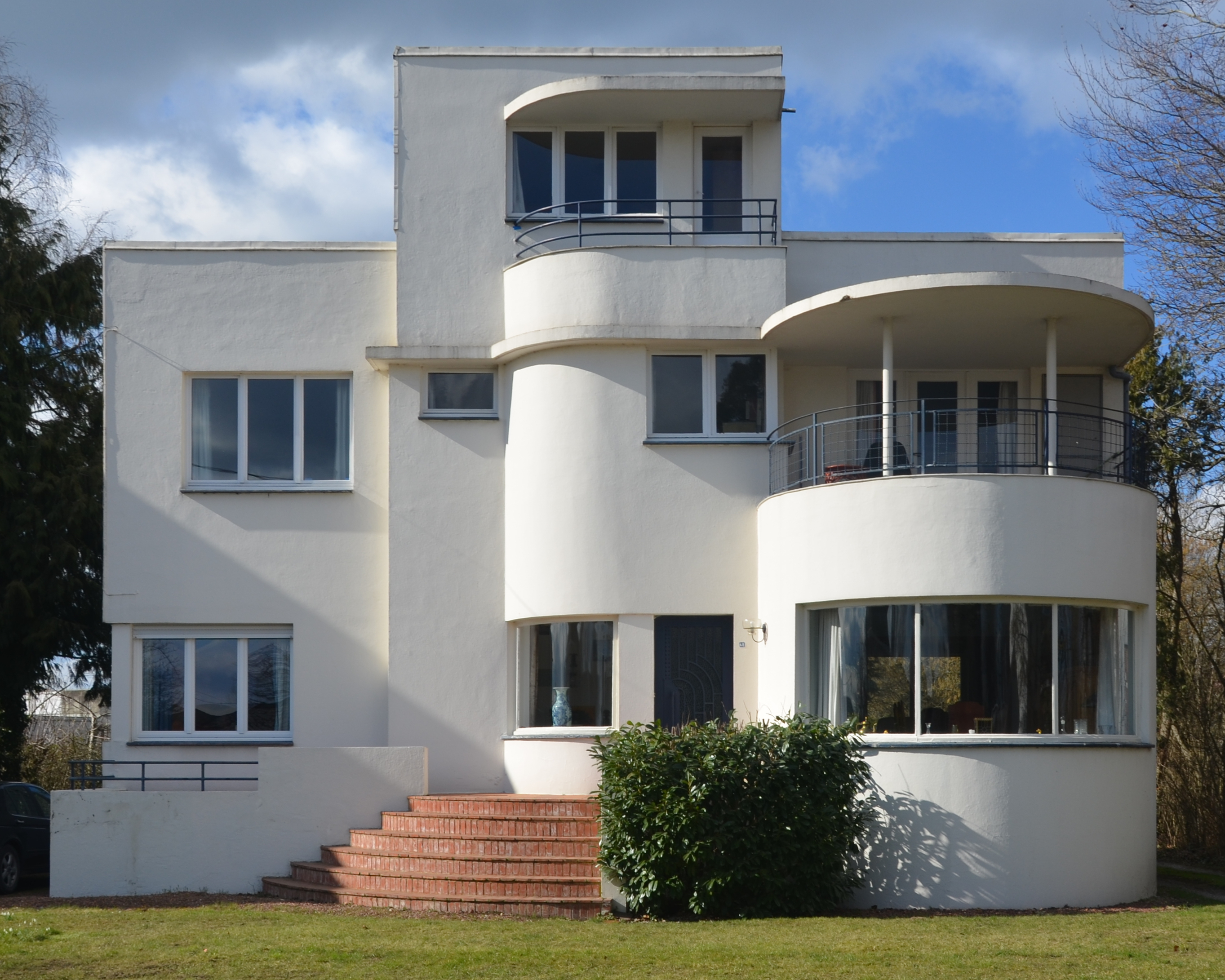
Villa Malter.

## Économie
De nombreuses entreprises sont implantées dans un parc industriel important, qui assure le dynamisme de la ville.

### Tourisme
- La Brasserie des Fagnes et son musée.
- Le sentier de grande randonnée GR 12 (Amsterdam - Bruxelles - Paris) passe à la gare de Mariembourg.
- Mariembourg est le siège du Chemin de fer à vapeur des Trois Vallées (CFV3V), un train touristique qui sillonne les vallées du Viroin, de l'Eau Blanche et de l'Hermeton.
- Le RAVeL 2 (Réseau Autonome de Voies Lentes), réalisé sur l'emprise de l'ancienne ligne de chemin de fer numéro 156, relie Mariembourg à Hastière et Dinant depuis 1997.
- Circuit de karting des Fagnes, de renommée internationale. Le championnat du monde de karting s'y est déroulé en 1999 et 2007.

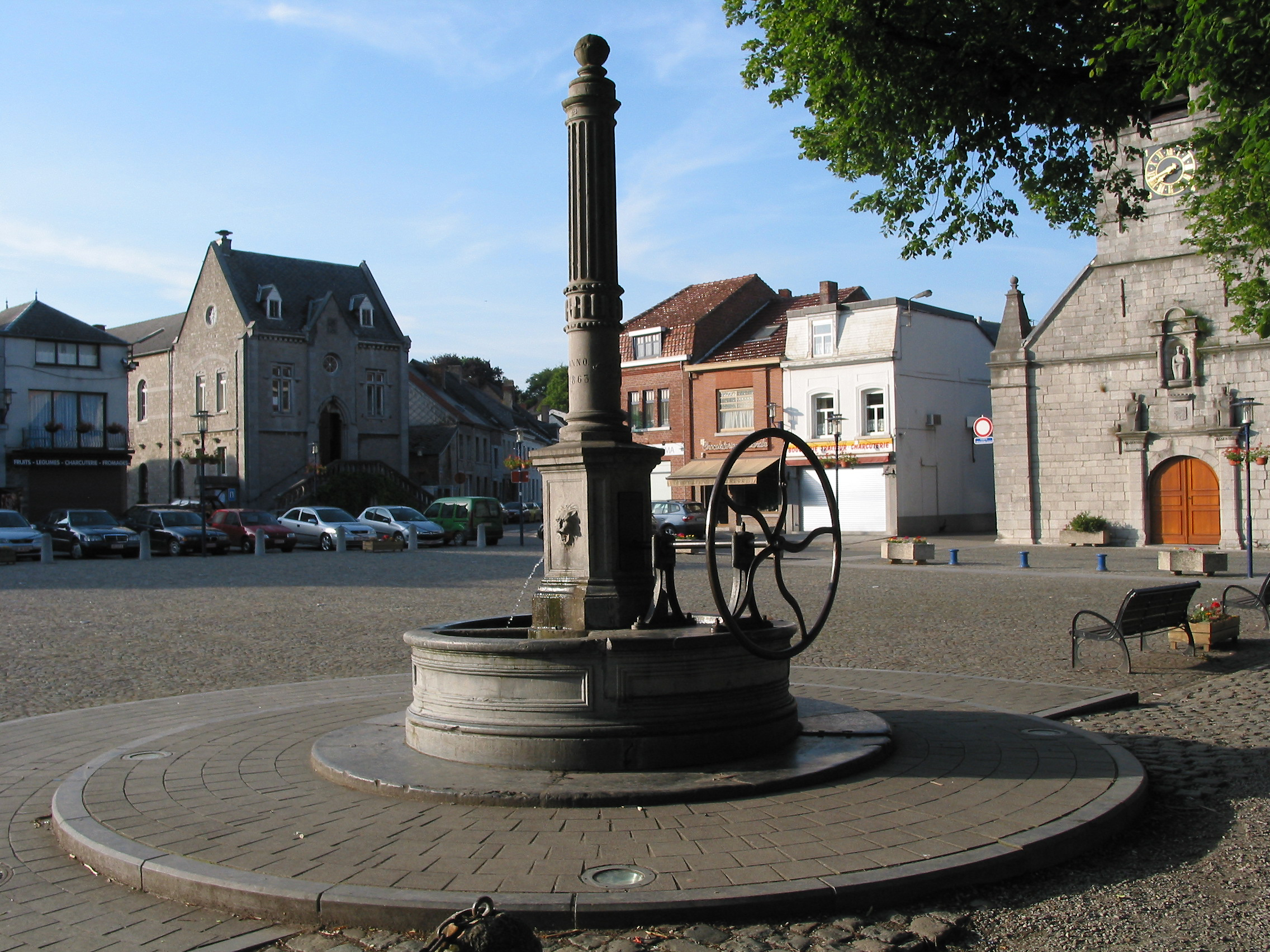
La place Marie de Hongrie, avec sa fontaine et l'hôtel de ville.
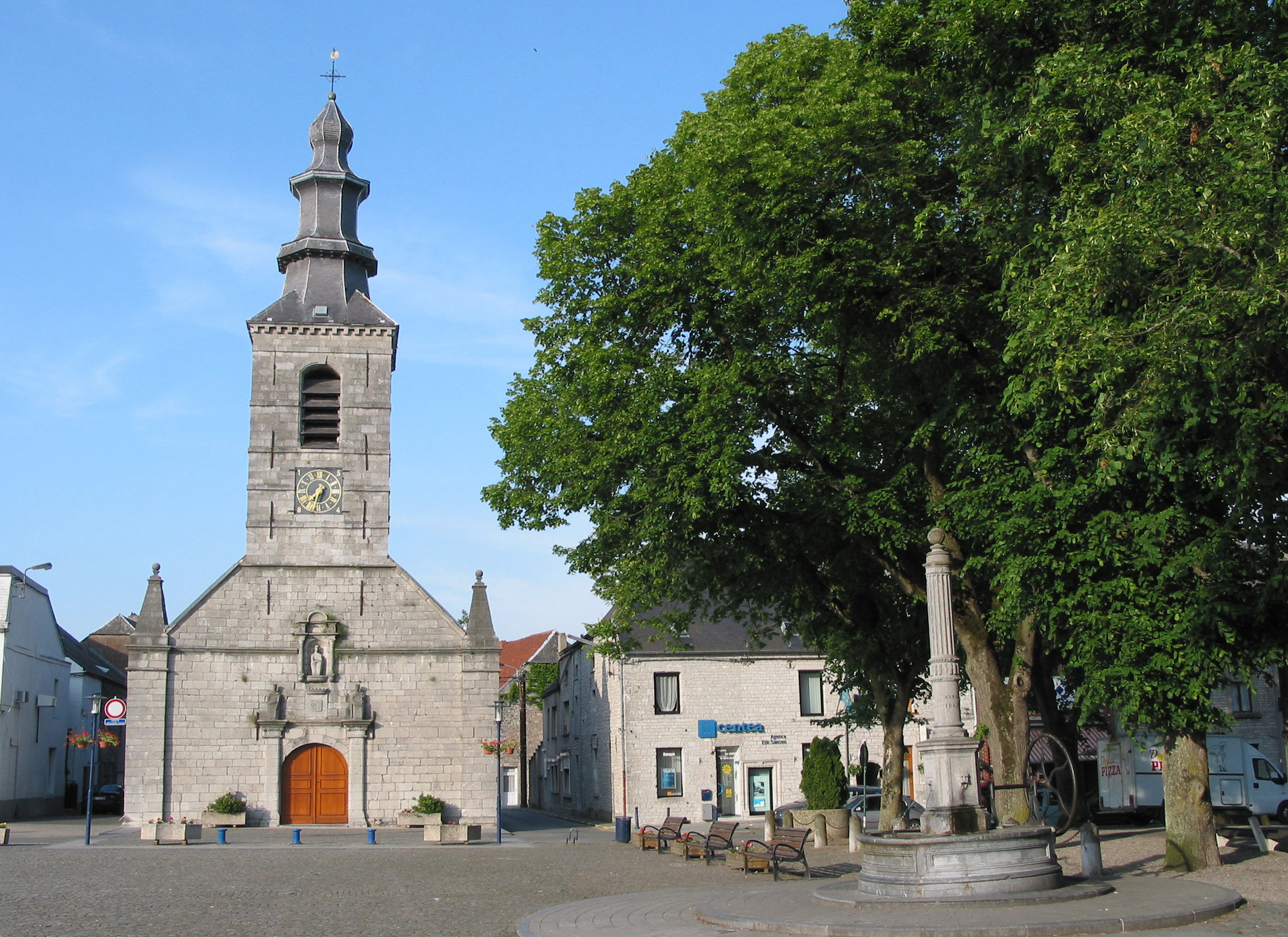
L'église royale Sainte-Marie-Madeleine, place Marie de Hongrie.
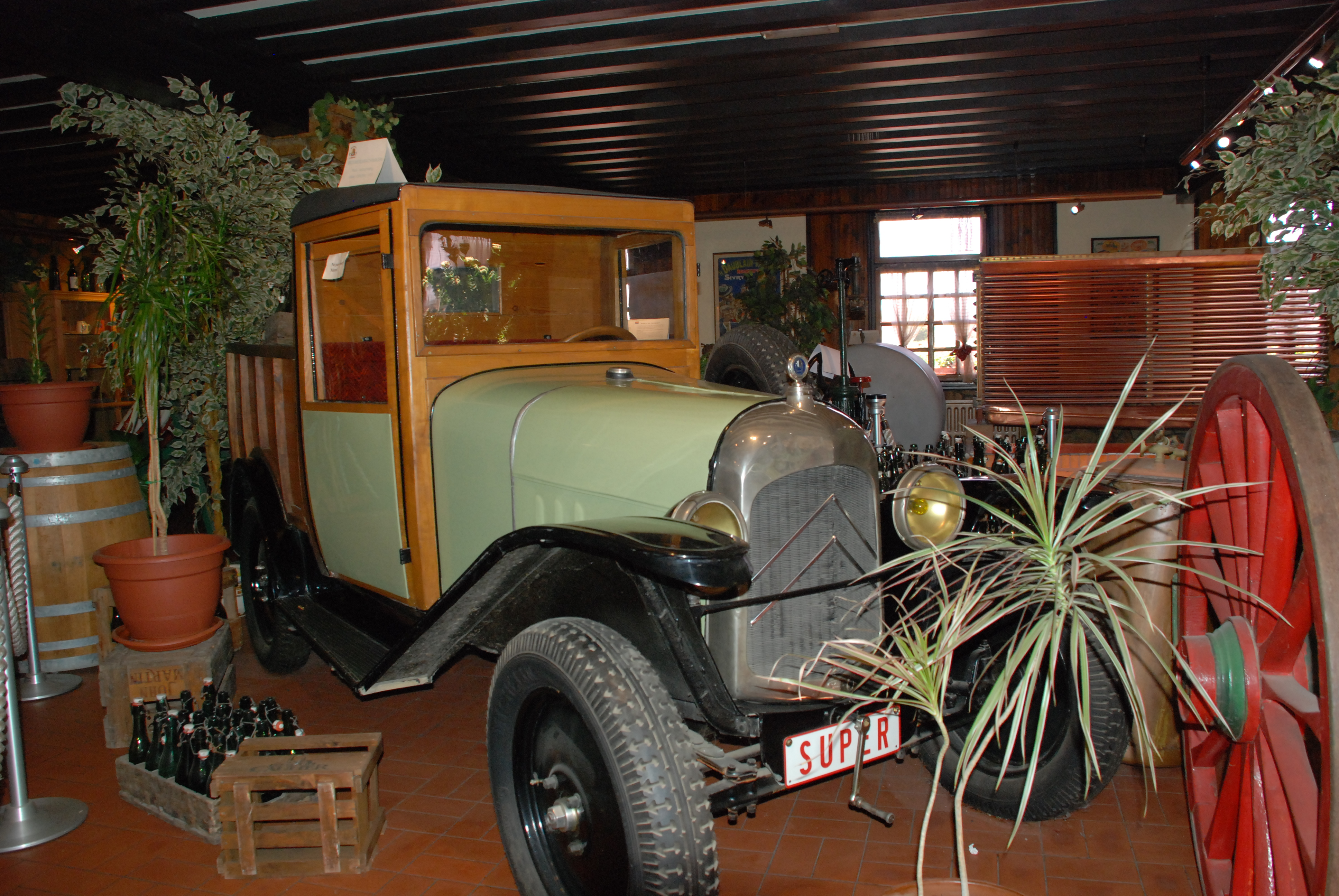
Le musée de la Brasserie des Fagnes.
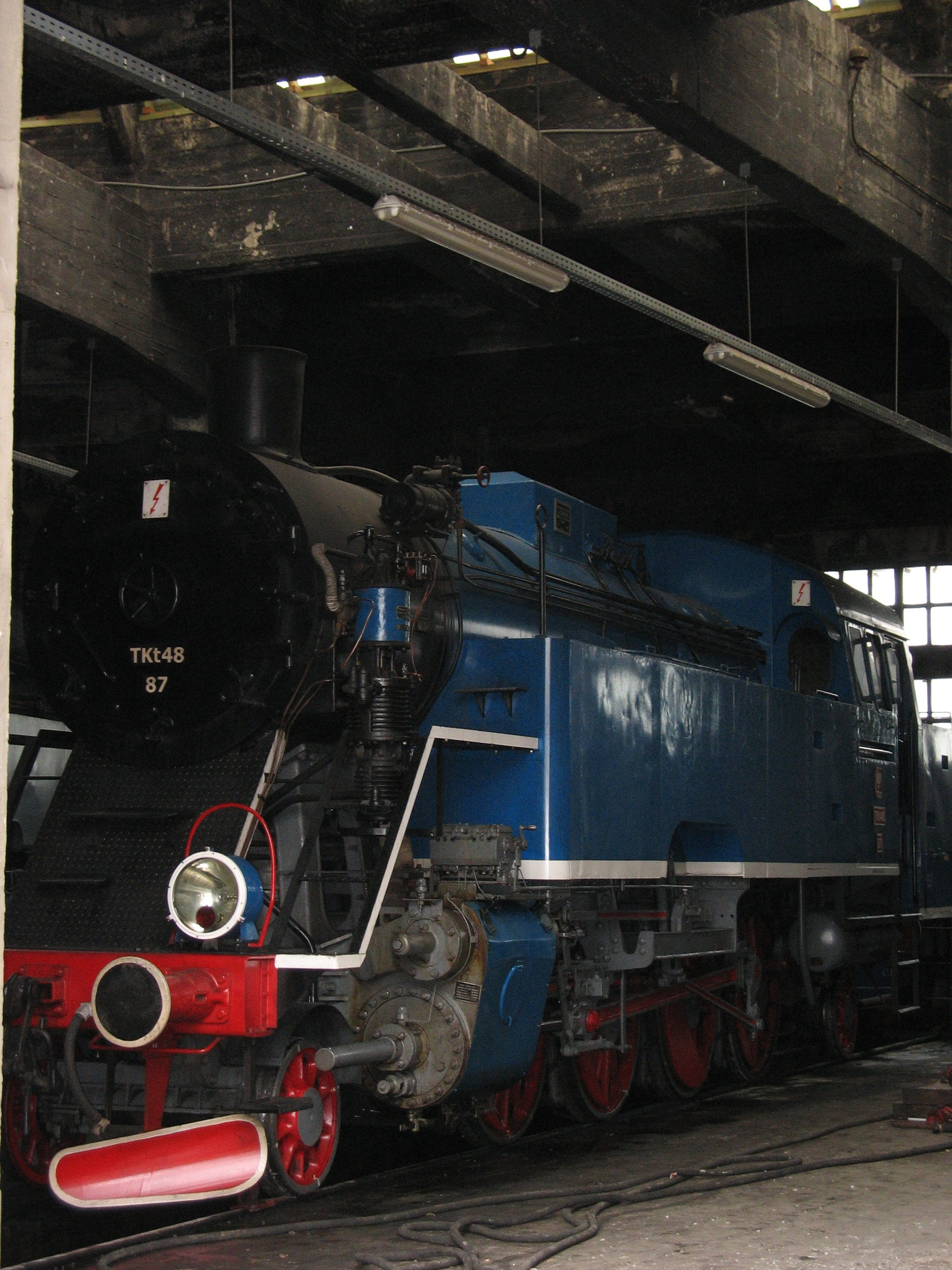
Locomotive polonaise de 1952 TKt48, au dépôt de Mariembourg du CFV3V.

### Transports
La ville est desservie par la route nationale 5 ou E420.
La gare SNCB est située sur la ligne 132, qui relie aujourd'hui Charleroi et Couvin. Mariembourg dispose également de bus pour Couvin, Charleroi et Namur. C’est le 8 juin 1854 que fut inaugurée la section Cerfontaine - Mariembourg du chemin de fer de l'Entre-Sambre-et-Meuse.

## Personnalités
- Jacques de Bryas, chef de guerre, défend la ville de Renty, aux confins de l'Artois, assiégée par les troupes d'Henri II. En récompense, il est nommé gouverneur de Mariembourg en 1559. Colonel d'infanterie, il se distingue à Middelbourg en 1572, à la tête de 700 Wallons. Philippe II le fait entrer en 1578 au Conseil de guerre.
- Jacques-Théodore de Bryas, fils de Charles, gouverneur de la ville, et d'Anne d'Immerselle, archevêque de Cambrai en 1675, † en 1694.
- Le journaliste René Weverbergh y est décédé en 1963.